# ۶۰۹ (پیش از میلاد)
۶۰۹ (پیش از میلاد) ۶۰۹مین سال قبل از تقویم میلادی است.